# کن برودریک
کن برودریک (انگلیسی: Ken Broderick; ۱۶ فوریهٔ ۱۹۴۲ – ۱۳ مارس ۲۰۱۶) بازیکن هاکی روی یخ اهل کانادا بود.
از باشگاه‌هایی که در آن بازی کرده‌است می‌توان به ادمونتون اویلرز اشاره کرد.